# 안동권씨 유회당 종가 일원
안동권씨 유회당 종가 일원(安東權氏 有懷堂 宗家 一圓)은 대전광역시 중구 무수동에 있는 조선시대의 건축물이다. 2001년 6월 27일 대전광역시의 유형문화재 제29호로 지정되었다.

## 개요
영조 때 호조판서를 지낸 유회당 권이진(權以鎭, 1668∼1734) 선생이 처음 터를 잡았던 유회당 종가는, 화재로 소실된 것을 1788년 후손들이 현재의 자리에 옮겨 지은 것이다.
이 가옥은 보문산 남쪽을 배경으로 하고 사방이 산으로 둘러싸인 아늑한 곳에 자리하고 있다. 이는 산과 내를 벗하여 생활함으로써 청결하고 참된 선비의 경지를 이루겠다는 생활철학이 담겨진 것이다.
전반적으로 건물의 규모를 작게 하고, 건물간의 사이 공간을 여유롭게 배치한 유회당 종가는 낮은 잡석 기단 위에 구성한 ＇ㄱ＇자형 안채의 온건함, 아담한 크기의 사당, 마을 공동체의 구심적 역할을 했을 것으로 보여지는 모정, 그리고 자연공간과 어울린 정원 등이 다양한 공간구성을 보여준다.
이 종가는 규모나 모습은 뛰어나지 않다. 다만초가로 만든 모정이 마을의 주요 경관을 형성하면서, 자연을 관조할 수 있는 기능을 갖추고 있어 이채롭다. 현재 종가에는 18세기에 종가 주변의 경관을 그린 그림이 전하고 있다.

## 같이 보기
- 유회당 - 대전광역시 유형문화재 제6호
- 여경암(부)거업재산신당 - 대전광역시 유형문화재 제18호
- 유회당판각 - 대전광역시 유형문화재 제20호
- 권이진의 묘역 - 대전광역시 기념물 제43호
- 유회당 권이진가 유물 일괄 - 대전광역시 문화재자료 제17호

## 참고 문헌
- 안동권씨유회당종가일원 - 국가유산청 국가유산포털